# Sobór Trzech Świętych Hierarchów w Timișoarze
Sobór Trzech Świętych Hierarchów – prawosławny sobór katedralny w Timișoarze, w jurysdykcji archieparchii timișoarskiej Rumuńskiego Kościoła Prawosławnego.
Świątynia została wzniesiona w latach 1937–1940. Jej patronami są Trzej Święci Hierarchowie: święty Bazyli Wielki, święty Grzegorz Teolog i święty Jan Chryzostom. Sobór posiada 11 wież, z których najwyższa ma wysokość 96 metrów.
Polichromie na zewnątrz i wewnątrz cerkwi namalował Anastasie Demian, jednak ich ukończenie uniemożliwiła II wojna światowa.